# Karissa Lee Staples
Karissa Staples (* 1. Dezember 1987 in Biddeford, Maine) ist eine US-amerikanische Schauspielerin und ehemaliges Model.

## Leben und Karriere
Karissa Staples wurde im Alter von 19 Jahren zur Miss Maine 2006 gewählt. Im gleichen Jahr schloss sie die High School ab. Im Folgejahr war sie die jüngste Teilnehmerin des Miss America Wettbewerbs. Ab 2009 war sie in verschiedenen Filmen, Serien und Videospielen als Schauspielerin und Synchronsprecherin engagiert.

## Filmografie (Auswahl)
- 2009: I Hope They Serve Beer in Hell
- 2009: Red Hook
- 2010: 90210 (Fernsehserie, 1 Folge)
- 2013: Dr. Dani Santino – Spiel des Lebens (Fernsehserie, 10 Folgen)
- 2019–2023: S.W.A.T. (Fernsehserie, 8 Folgen)
- 2021–2022: Walker (Fernsehserie, 5 Folgen)
- 2021–2023: Everyone Is Doing Great (Fernsehserie, 9 Folgen)